# Ignacy Bulla

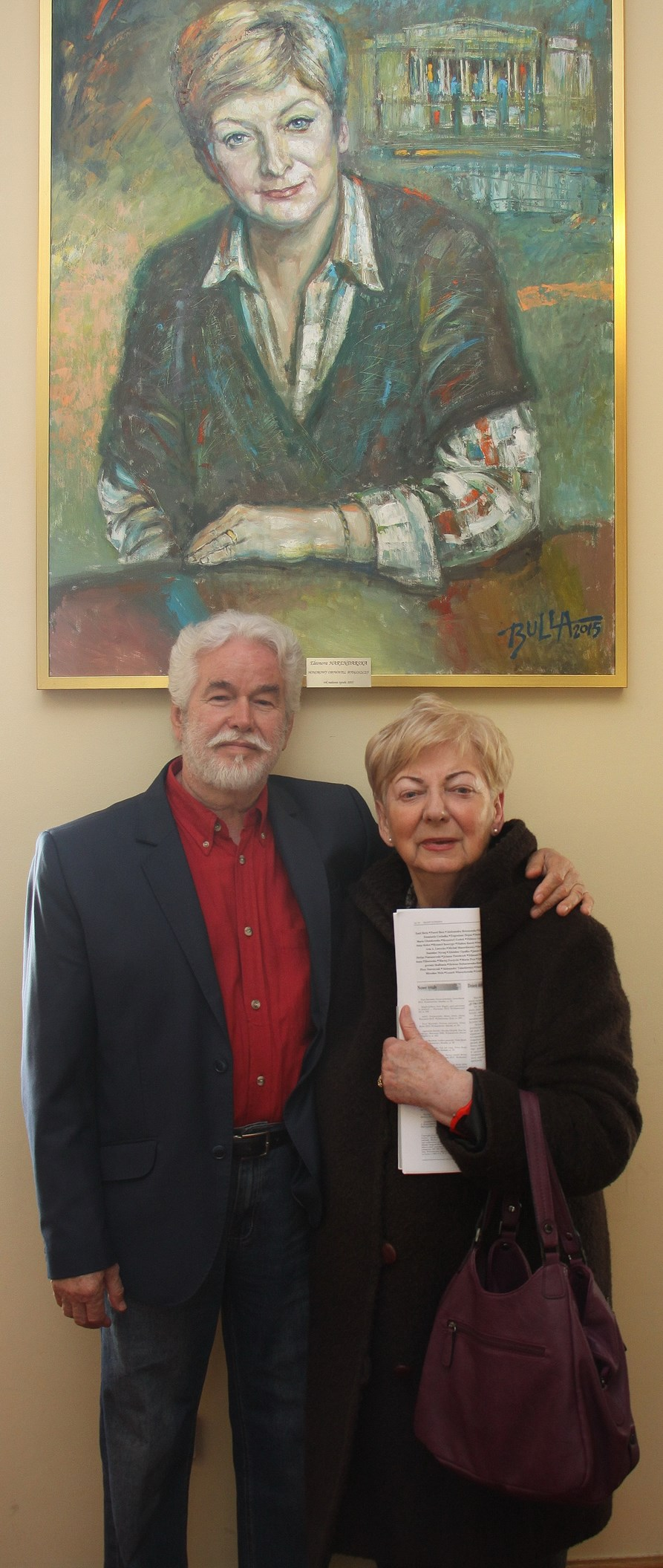
I.Bulla oraz E.Harendarska (w tle portret E. Harendarskiej namalowany przez artystę)

Ignacy Bulla (ur. 23 grudnia 1940 na Syberii) – polski malarz, grafik, rzeźbiarz i satyryk.

## Życiorys
Urodził się w syberyjskiej tajdze. Wraz z rodziną powrócił do Polski.
Jest absolwentem Państwowego Zespołu Szkół Plastycznych im. Leona Wyczółkowskiego w Bydgoszczy. Studiował w Państwowej Wyższej Szkole Sztuk Plastycznych w Poznaniu (obecnie Uniwersytet Artystyczny w Poznaniu) na Wydziale Malarstwa, Grafiki i Rzeźby (pracownia rzeźbiarska prof. Jacka Pugeta i Magdaleny Więcek). Dyplom obronił w 1967. W 1975 r. wraz z Michałem Kubiakiem i Januszem Bałdygą założył Grupę Bydgoską - Galeria 1+X.
Jest ministerialnym rzeczoznawcą w dziedzinie malarstwa współczesnego. Jego prace znajdują się w zbiorach: Muzeum Okręgowego w Bydgoszczy, Centrum Sztuki Współczesnej w Toruniu, Muzeum Farmacji oraz w zbiorach prywatnych w kraju i za granicą: w Niemczech, Kanadzie, Francji, Anglii, Danii, Norwegii, Austrii, Australii, Finlandii, USA i Japonii.
Jest uważany za jednego z najwybitniejszych współczesnych polskich portrecistów. Jego portrety zdobią między innymi hol główny Urzędu Miasta w Bydgoszczy. Autor wielu wystaw indywidualnych, uczestnik 45 wystaw zbiorowych w kraju i za granicą.
Bulla jest bohaterem reportażu i filmu telewizyjnego, Urszuli Guźleckiej, „Portrety twórców: Z głową w chmurach”. Cykl grafik został zamieszczony w 1981, w publikacji zatytułowanej: „Legendy pałuckie okolic Żnina” Feliksa Malinowskiego.
Prace rysunkowe Ignacego Bulli zostały wykorzystane w wielu mediach, między innymi, jako okładka czasopisma satyrycznego, "Nagi Czwartek", w bydgoskich „Faktach”, ogólnopolskich „Szpilkach (czasopismo)”; „Karuzeli (czasopismo)” w prezentacjach międzynarodowych, oraz jako forma graficzna do awangardowego teledysku „Heaven on Earth”, Jarosława Pijarowskiego, Władysława Komendarka i Tomasza Lipnickiego.
W 2016 r. został wydany przez Galerię ICB oraz Brain Active Records album "Bulla – Małe formy malarskie", obejmujące małe formy malarskie i miniatury namalowane przez artystę w latach 2005–2016.

## Wystawy (wybrane)
- 1974 – 1st All-Polish Satire Exhibition, Łódź
- 1974 – All-Polish Triennial of Drawing, Wrocław
- 1975 – All-Polish Exhibition “Fact Art”, Bydgoszcz
- 1976 – All-Polish Exhibition “Sport in Art”, Katowice
- 1976 – Exhibition of International Open-Air Painting, Włocławek
- 1976 – XXVth Satirists World Salon; Knokke, Heist i Belgia
- 1976 – Temat muzyczny w plastyce współczesnej, Bydgoszcz
- 1977 – All-Polish Satire Exhibition – Zachęta Narodowa Galeria Sztuki, Warszawa
- 1978 – All-Polish Exhibition “Autumn in Bielsko”, Bielsko-Biała
- 1979 – International Triennial of Drawing, Wrocław
- 1979 – 1st All-Polish Presentation of Modern Portrait, Radom
- 1979 – XXXIIIrd All-Polish Winter Salon, Radom
- 1979 – All-Polish Exhibition “Comparison”, Sopot
- 1980 – Semi-annual Best Graphic Art and Drawing of Northern Poland, Gdańsk
- 1981 – All-Polish Exhibition “Satyrykon”, Legnica
- 1981 – All-Polish Exhibition “Deposing of Idol”, Szczecin
- 1983 – All-Polish Exhibition “Metaphor”, Radom
- 1984 – All-Polish Exhibition “Satyrykon”, Legnica
- 1987 – 2nd Fine Arts Confrontation of Northern Poland, Elbląg
- 1987 – International Art Fair “Interart”, Poznań
- 1987 – International Satire Exhibition “Satyrykon”, Legnica
- 1988 – XIVth Festival of Polish Modern Painting, Szczecin
- 2003 – Biennial of Small Forms of Painting, Toruń
- 2005 – Wystawa Artystów Bydgoskich, Grecja
- 2011 – Twarze – Galeria Kantorek (BWA), Bydgoszcz[18][19]
- 2016 - Małe formy malarskie - Galeria Kuratorium, Warszawa[20]
- 2017 - Wystawa malarstwa Ignacego Bulli 2006 - 2017 - Małe formy malarskie II - Galeria ZPAP Gdańsk[21]

## Nagrody i wyróżnienia
- 1968 - Najlepsza grafika i rysunek kwartału Bydgoszcz[22]
- 1974 – 1st All-Polish Satire Exhibition, Łódź, (wyróżnienie)[23]
- 1976 – Exhibition of International Open-Air Painting, Włocławek, (nagroda prezydenta miasta)
- 1976 – All-Polish Exhibition “Sport in Art”, Katowice, (brązowy medal)
- 1976 – Temat muzyczny w plastyce współczesnej, Bydgoszcz, (trzecia nagroda i dwa wyróżnienia)
- 1976 – Portrety wybitnych kompozytorów, Bydgoszcz, (druga nagroda)
- 1978 – 1st All-Polish Presentation of Modern Portrait, Radom, (pierwsza nagroda w kategorii: rysunek, oraz nagroda prezydenta m. Radomia)[24]
- 1980 – Semi-annual Best Graphic Art and Drawing of Northern Poland, Gdańsk, (trzecia nagroda)
- 1980 – Bydgoszcz w sztuce, Bydgoszcz, (druga nagroda)
- 1984 – Bydgoszcz w sztuce, Bydgoszcz, (trzecia nagroda)
- 1988 – „Szeląg Bydgoski”, medal przyznany za szczególne zasługi w upowszechnianiu kultury i sztuki, (19 października 1988)[25]
- 2013 – medal im. Jerzego Sulimy Kamińskiego w dziedzinie sztuk plastycznych[26]

24.04.2006 w Sali Sesyjnej Urzędu Wojewódzkiego w Bydgoszczy; Ignacy Bulla wraz z siostrą Gabrielą zostali odznaczeni przez wicewojewodę województwa kujawsko-pomorskiego Marzennę Drab - Krzyżem Zesłańców Sybiru.

## Przykładowe prace (malarstwo)

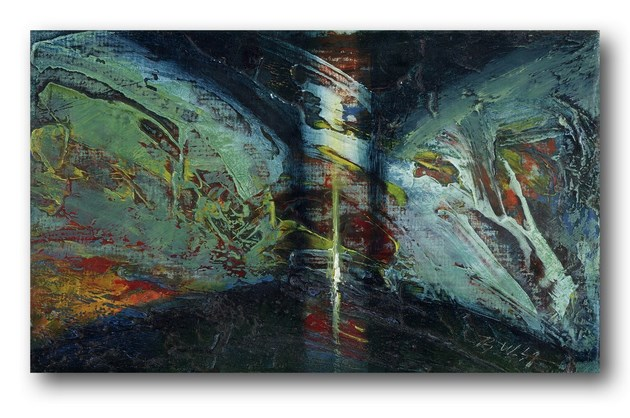
Obraz olejny Ignacego Bulli zatytułowany "Motyl"
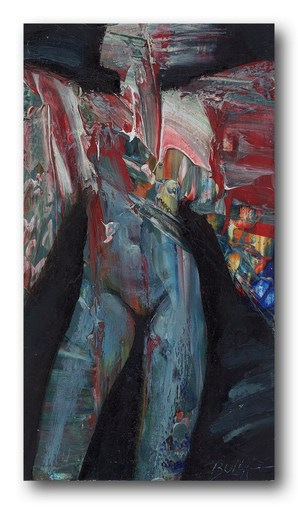
Obraz olejny Ignacego Bulli zatytułowany "Nike"
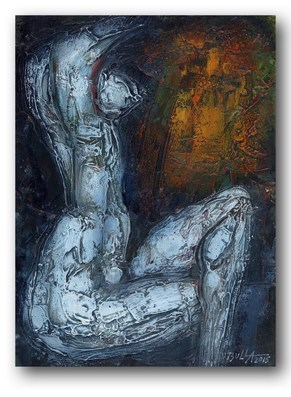
Obraz olejny Ignacego Bulli z cyklu Miniatury
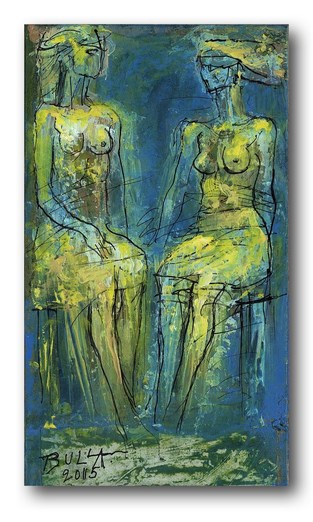
Obraz Ignacego Bulli z cyklu Miniatury (technika mieszana)
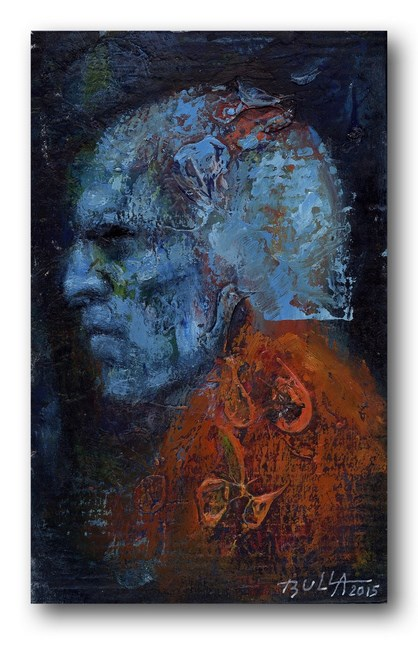
Obraz olejny Ignacego Bulli zatytułowany "Dante"
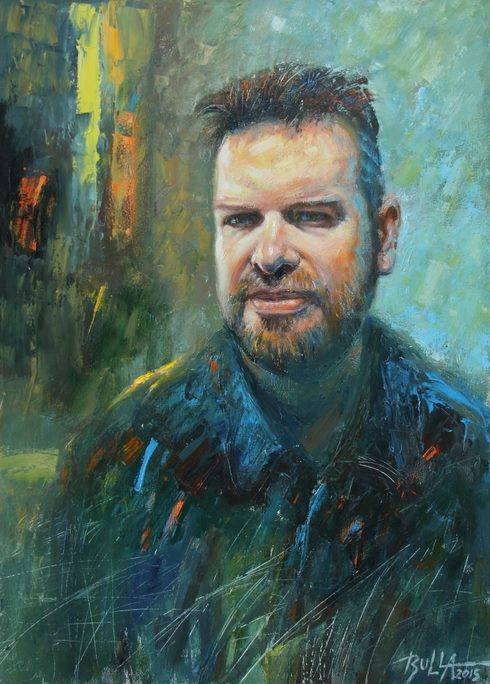
Portret Jarosława Pijarowskiego

## Przykładowe prace (satyra)

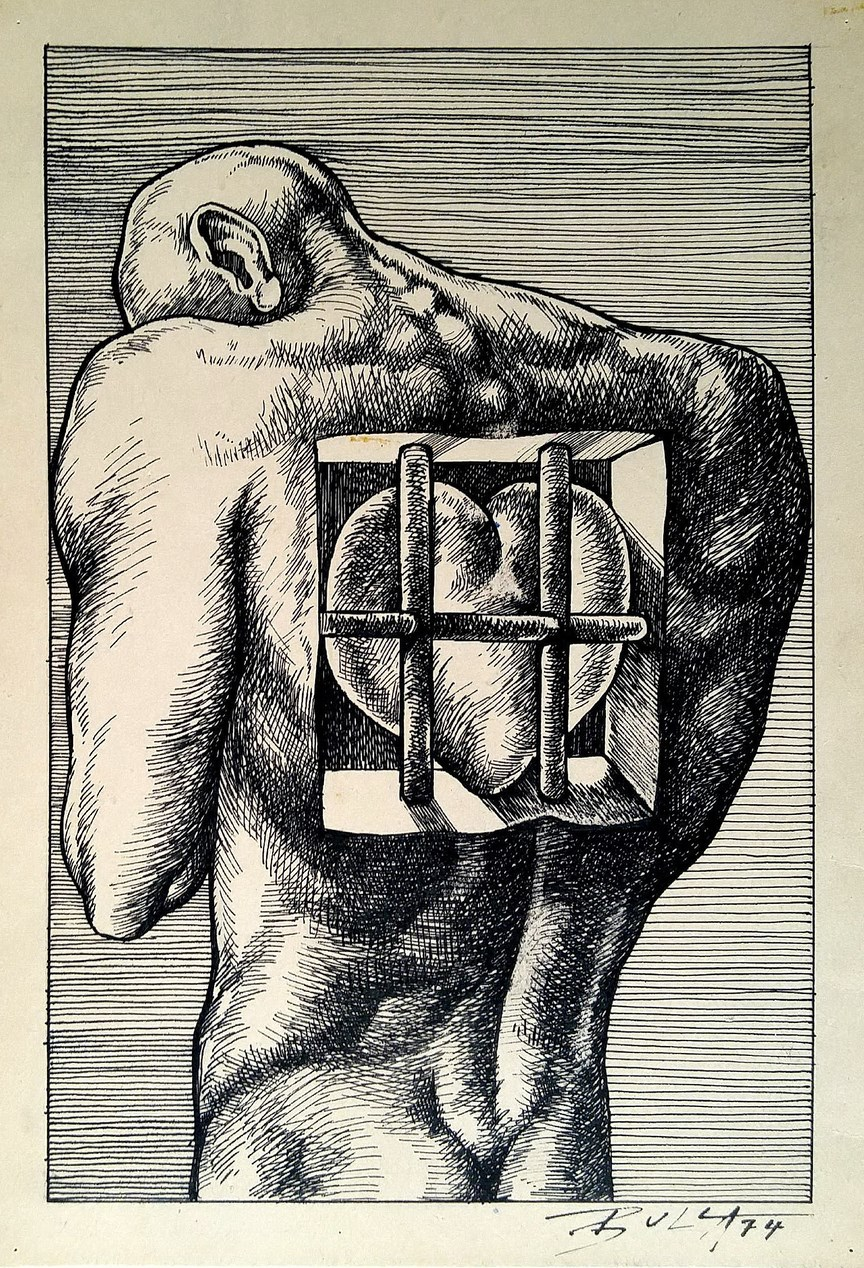
satyra (1974 r.)
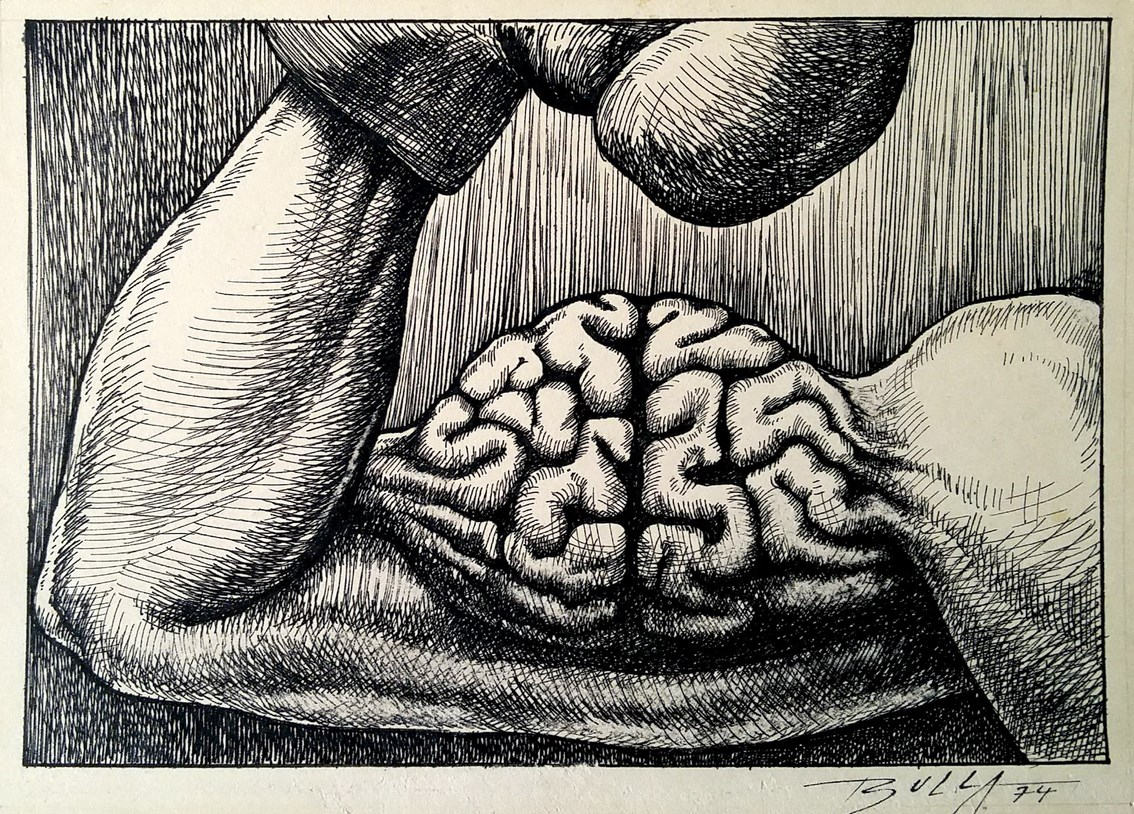
satyra (1974 r.)
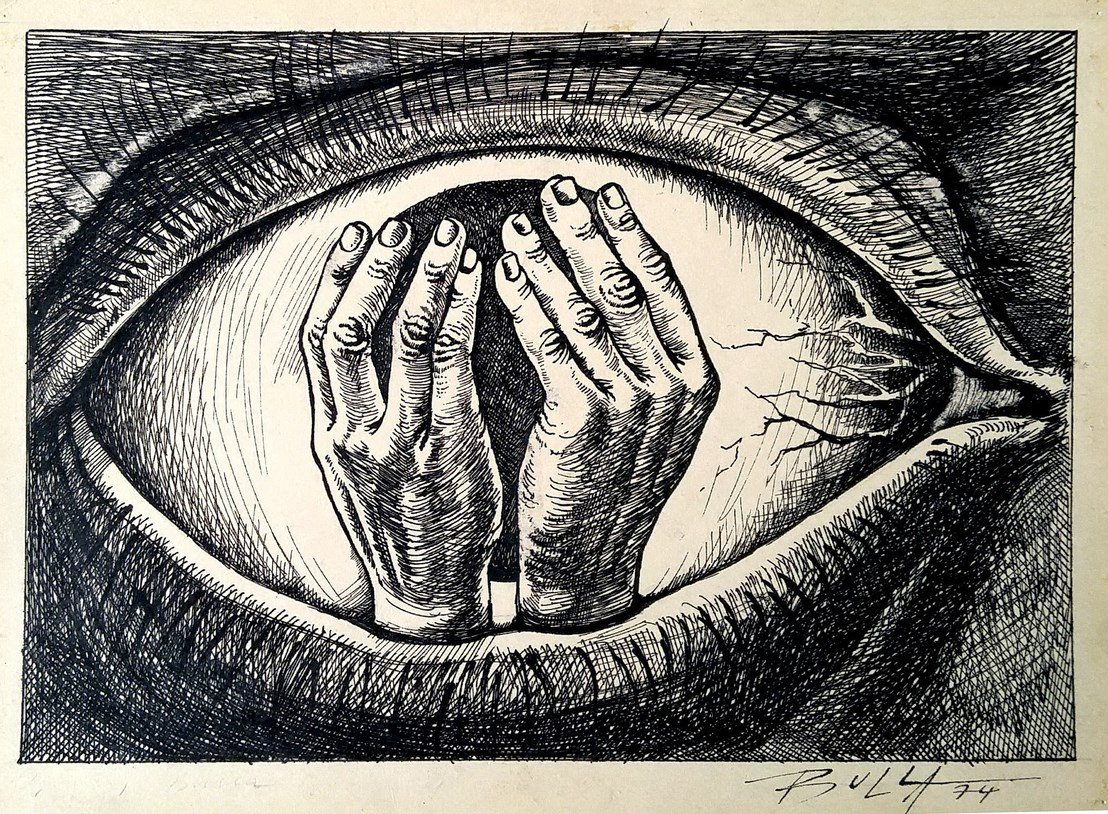
satyra (1974 r.)
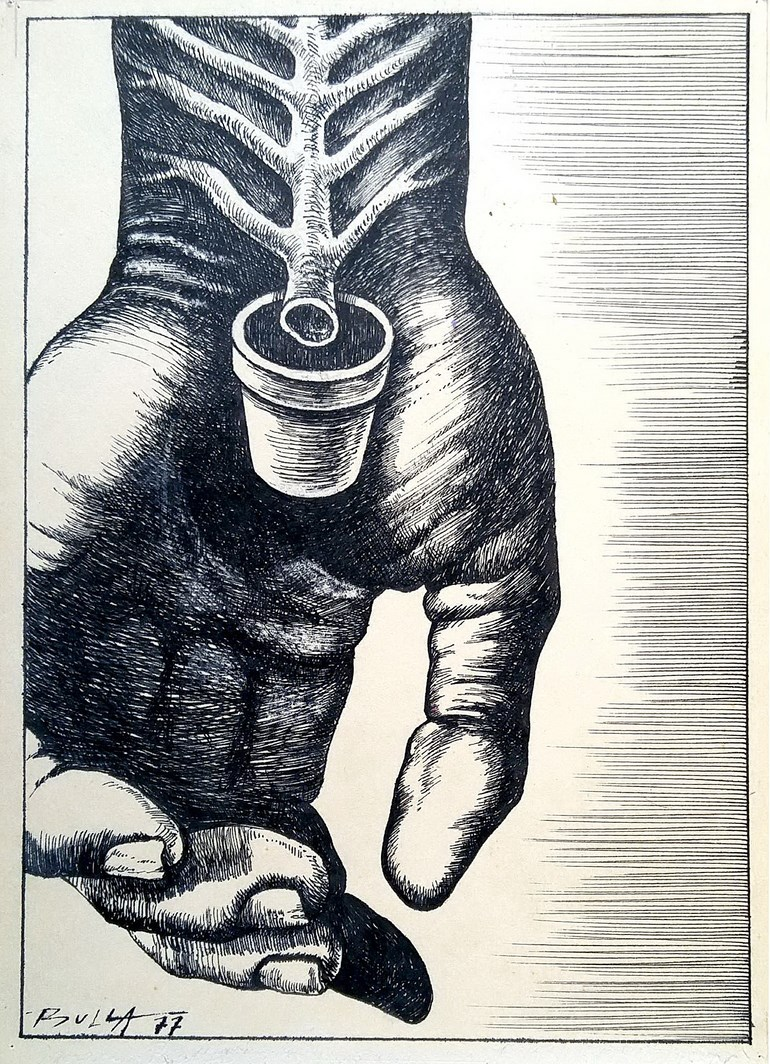
satyra (1977 r.)
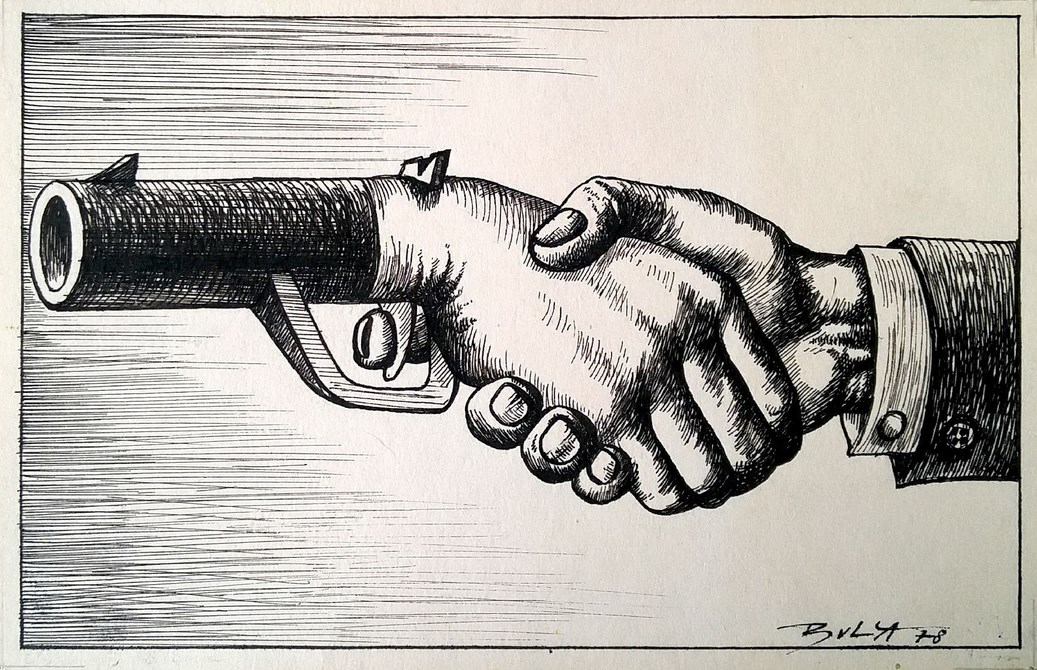
satyra (1978 r.)
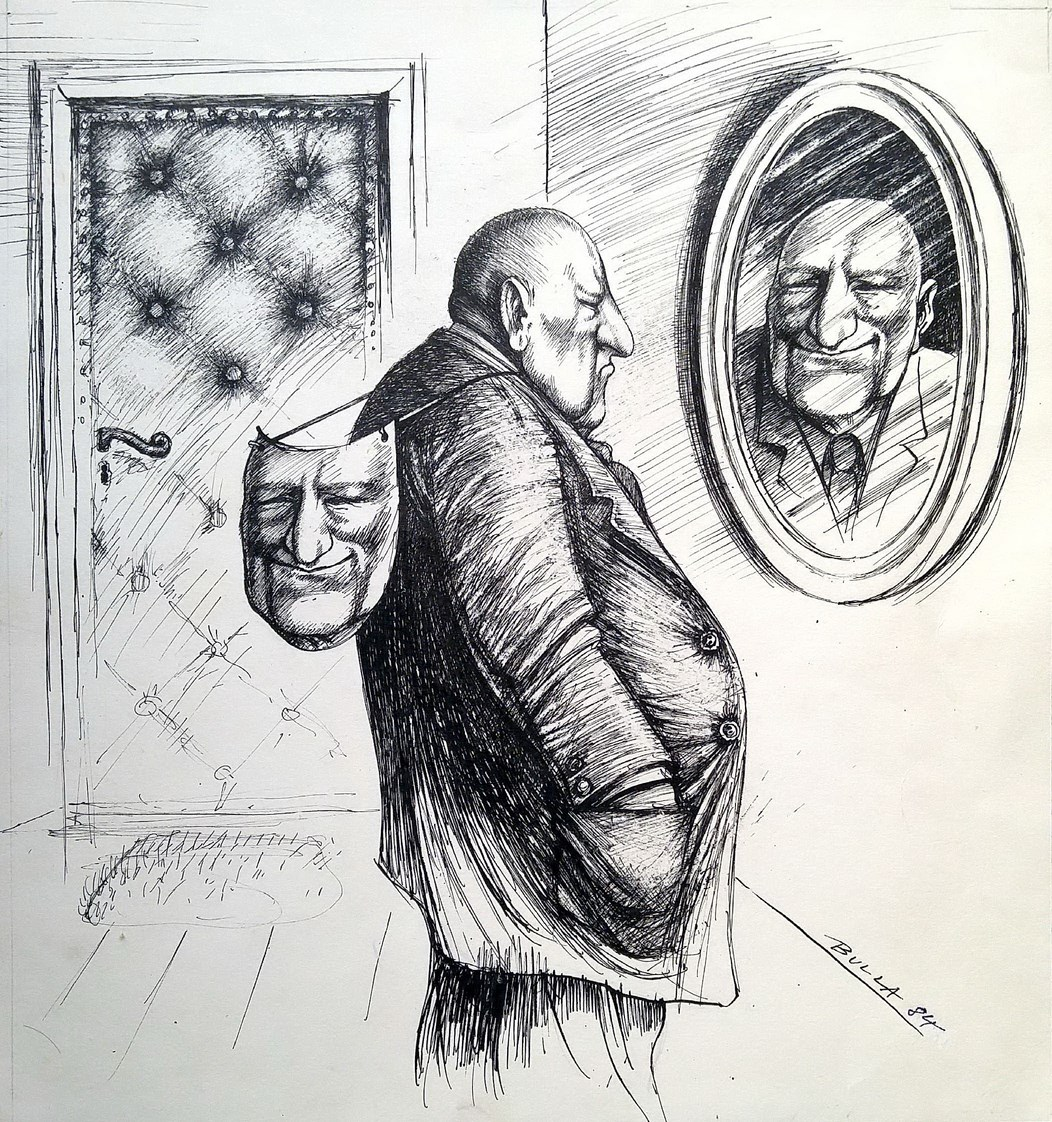
satyra (1984 r.)